# AMPA
AMPA (2-amino-3-(5-metil-3-okso-1,2-oksazol-4-il)propanoinska kiselina) je jedinjenje koje je specifičan agonist za AMPA receptor. AMPA oponaša dejstvo neurotransmitera glutamata.
Postoje dva tipa jonotropnih glutamatnih receptora koji su ligandom kontrolisani jonski kanali. Njihovi agonisti su AMPA, kainat i NMDA. U sinapsama ove dve klase receptora služe za veoma različite svrhe. AMPA se može koristiti za eksperimentalno razlikovanje aktivnosti jednog tipa receptora od drugog da bi se razumela njihova funkcija. AMPA generiše brze ekscitatorne postsinaptičke potencijale (EPSP). AMPA activira AMPA receptore koji su neselektivni katjonski kanali. Oni omogućavaju prolaz Na+ i K+ i stoga imaju ravnotežni potencijal blizo 0 mV.